# Backdancers!
A Backdancers! (バックダンサーズ！) 2006. szeptember 9-én bemutatott japán film, Nagajama Kozo rendező bemutatkozó filmje. A film főszerepében Simabukuro „Hiro” Hiroko, a Speed japán lányegyüttes énekesnője látható.

## Cselekmény
Arai Miu (Hirajama Aja), Szaeki Josika (Simabukuro Hiroko) és Nagabe Dzsuri (Haszebe Ju) megismerkednek egy éjszakai klubban, majd egy szórakoztatóipari cég ügynöke lemezszerződést ajánl nekik. A zenekarhoz később háttértáncosként csatlakozik Oszava Tomoe (Sonim) és Nagakura Aiko (Szaeko) is, így létrehozva a „Dzsuri with Backdancers” (ジュリ with バックダンサーズ) névre keresztelt lányegyüttest, melyet Nagabe körül alakítanak ki, aki azonban az váratlanul kilép a zenekarból. A fennmaradt tagok megalapítják a „Backdancers” nevű tánccsapatot, akiknek a személyes konfliktusaik mellett a „Maju with Super Tigers” nevű formációval is meg kell küzdeniük a hírnév felé vezető úton.

## Szereplők
- Simabukuro Hiroko – Szaeki Josika
- Hirajama Aja – Arai Miu
- Sonim – Oszava Tomoe
- Szaeko – Nagakura Aiko
- Haszebe Ju – Nagabe Dzsuri
- Mai – Kiszaragi Maju
- Kimura Josino – Mihama Reiko
- Dzsinnai Takanori – Szuzuki „George” Dzsótaro
- Isino Mako – Szaeki Naomi
- Ono Haruna – Mika
- Paradise Go!! Go!! – cameoszerep